# Tau9 Eridani
Pour les articles homonymes, voir Tau Eridani.
Désignations
Tau9 Eridani (τ9 Eri) est une étoile binaire de la constellation de l'Éridan. Elle est visible à l'œil nu avec une magnitude apparente de 4,63. D'après la mesure de sa parallaxe annuelle par le satellite Hipparcos, le système est distant d'environ ∼ 327 a.l. (∼ 100 pc) de la Terre. Il s'éloigne du Système solaire à une vitesse radiale de +25,5 km/s.
Tau9 Eridani est une binaire spectroscopique à raies doubles avec une période orbitale de 5,95 jours et avec une excentricité de 0,12. Sa composante primaire, désignée τ9 Eri A, est une étoile chimiquement particulière magnétique de type spectral B9,5V Si, indiquant qu'il s'agit d'une étoile bleu-blanc de la séquence principale dont les raies d'absorption montrent une surabondance marquée en silicium. C'est une variable de type α2 Canum Venaticorum avec une période de variation de 1,21 jour. La force moyenne de son champ magnétique stellaire effectif est de 240,6 ± 91,0 G.
Tau9 Eridani A est estimée être 3,6 fois plus massive que le Soleil et avoir un rayon qui est 3,1 fois plus grand que le rayon solaire. Elle est 209 fois plus lumineuse que le Soleil et sa température de surface est de 12 580 K. L'étoile tourne sur elle-même à une vitesse de rotation projetée de 27 km/s. La composante secondaire, désignée Tau9 Eridani B, est une étoile de type A ou tardive ou de type F précoce qui est 1,6 fois plus massive que le Soleil. Son rayon est 1,5 fois plus grand que le rayon solaire, elle est 6,3 fois plus lumineuse que le Soleil et sa température de surface est de 7 530 K.